# 세르게이 쇼이구
세르게이 쿠주게토비치 쇼이구(러시아어: Серге́й Кужуге́тович Шойгу́, 투바어: Сергей Күжүгет оглу Шойгу 세르게이 퀴쥐게트 오글루 쇼이구, 문화어: 쎄르게이 쇼이구, 1955년 5월 21일~)는 러시아 연방의 정치인이자 군인으로, 2012년 11월에 러시아 연방의 국방부 장관으로 임명되었으며, 그 이전에는 1994년부터 비상사태부 장관을 맡고 있었다. 쇼이구는 투바인이며, 현재 러시아 연방군의 대장 계급을 가지고 있다.

## 생애
쇼이구는 투바 공화국의 차단에서 투바인 아버지와 러시아인 어머니 사이에서 태어나, 1977년에 크라스노야르스크 공업대학교를 졸업하였다. 1988년에는 소비에트 연방 공산당 아바칸 시 위원회 제2서기를, 1989년에는 소비에트 연방 공산당 크라스노야르스크 지역위원회 감찰관을, 1990년에는 러시아 소비에트 사회주의 연방 공화국 국가 건축 건설위원회 부의장을 역임하였다. 1991년에 쇼이구는 러시아 구조단 단장과 러시아 연방 공화국 국가비상사태 의장에 오른 것을 시작으로, 소비에트 연방의 붕괴 이후에 비상 사태, 재해 복구를 전문으로 하면서 러시아 연방의 위기 관리 능력 면에서 큰 역할을 하게 되었다. 1994년에는 러시아 연방 비상사태부 장관이 되었으며, 1996년에는 러시아 안전 보장 이사회 이사, 러시아 연방 핵무기위원회 위원, 1997년에는 비상사태 예방 및 방지를 위한 부처간 위원회 의장도 겸임하였다. 1999년에는 러시아의 보수주의 정당인 통합 러시아당을 블라디미르 푸틴과 함께 창당하여, 그 당수가 되었으며, 같은 해에 러시아 연방의 최고등급 상인 러시아 연방영웅 칭호를 받았다. 2001년에 쇼이구는 당시 모스크바의 시장이었던 유리 루시코프가 이끄는 조국 전 러시아와 합당을 선언하고 통합 러시아당의 의장이 되었다. 보리스 옐친과 블라디미르 푸틴 정권을 거쳐 드미트리 메드베데프 정권에서도 러시아 연방 민방위비상사태자연재해복구부 장관으로 재직했다.
2012년 4월, 러시아 대통령 드미트리 메드베데프는 퇴임 의사를 밝힌 모스크바 주지사인 보리스 그로모프의 후임으로 쇼이구를 임명하였고, 쇼이구 본인은 러시아 국방부의 장관으로 임명된 그해 11월까지 이 자리를 유지했다. 메드베데프의 후임 블라디미르 푸틴은 해임된 아나톨리 세르듀코프 전 러시아 국방부 장관의 후임으로 쇼이구를 임명하였다. 2014년 7월, 우크라이나 정부는 말레이시아 항공 17편 격추 사건과 관련해 쇼이구 러시아 연방 국방부 장관이 반군들에게 그라드 시스템과 탱크, 포들을 인도하는데 직접 연관됐다는 '부인할 수 없는 증거'들을 갖고 있다고 밝혔고, 쇼이구를 러시아의 기업인인 콘스탄틴 마로피프와 함께 무장반란군에 광범위한 지원을 한 혐의로 형사 기소를 하겠다고 밝혔다.

## 국방장관
2017년 5월, 쇼이구 러시아 연방 국방부 장관은 "2019년부터 Su-57 팍파와 S-500 항공방위 시스템의 실전배치가 시작될 것이다"라고 언급했다.
2017년 6월 21일(현지시각), 쇼이구 러시아 연방 국방부 장관은 유럽 접경 서부 지역에 2017년 연말까지 20개 군기지를 신설할 것이라고 밝혔다.
2019년, 쇼이구 러시아 연방 국방부 장관은 구체적으로 2012년~2018년 기간 동안 1000대 이상의 전투기 및 전투 헬리콥터를 새로 받았으며 3700여 문의 새 탱크도 들여왔다고 말했다.

### 국방력 개선
2020년 기준으로 그의 임기동안 Su-35S 50기와 10기의 Su-57이 생산됐다. 2척의 고르쉬코프급, 3척의 그리고로비치급 구축함도 건조됐다.

### INF 탈퇴
2019년 아메리카 합중국의 도널드 존 트럼프 대통령과 러시아 연방의 쇼이구 국방부 장관은 중거리 핵전력 조약에서 탈퇴했다. 적의 도시와 민간인에 피해를 주는 전략 미사일이 아닌, 적의 야전군에 타격을 주는 전술 미사일에 해당하는 중거리 미사일을 늘릴 수 있는 가능성이 열린다.

## 기타
쇼이구는 모어인 투바어와 러시아어 이외에 영어와 독일어, 프랑스어, 일본어, 튀르키예어 등 모두 9개 국어에 능통하다고 알려져 있다.